# Port lotniczy Kribi
Port lotniczy Kribi – krajowy port lotniczy zlokalizowany w kameruńskim mieście Kribi.